# Fatma Moalla
Fatma Moalla (* 14. Januar 1939 in Tunis, Tunesien) ist eine tunesische Mathematikerin und Hochschullehrerin. Sie war die erste Tunesierin, die eine Agrégation und eine Promotion in Mathematik erwarb.

## Leben und Werk
Moalla wurde als eine von sechs Töchtern des Buchhändlers Mohamed Moalla geboren und besuchte die Sekundarschule am Lycée de la Rue du Pacha in Tunis. 1956 wechselte sie die Schule und besuchte das Lycée Carnot in Tunis, wo sie 1957 den zweiten Teil des Baccalauréat erhielt. Anschließend studierte sie am Institut Hautes Études de Tunis und schloss als erste tunesische Frau ihr Mathematikstudium 1960 ab. Da sie in Tunesien das Mathematikstudium nicht fortsetzen konnte, setzte sie mit der notwendigen Erlaubnis ihres Vaters und einem Stipendium der tunesischen Regierung das Studium in Frankreich fort. Sie erwarb das CAPES, das Zertifikat für den Unterricht im Sekundarbereich, und erhielt 1961 in Paris die Agrégation. Bei ihrer Rückkehr nach Tunesien wurde sie von Präsident Habib Bourguiba und von Minister Mahmoud Messadi empfangen, da sie als erste Tunesierin diesen Abschluss in Mathematik erworben hatte. Sie unterrichtete von 1961 bis 1962 an der High School in der Rue du Pacha und war gleichzeitig Assistentin an der damaligen Fakultät für Naturwissenschaften in Tunis. 1964 promovierte sie an der Universität Paris mit der Dissertation Sur quelque théorèmes globaux en géométrie finslérienne (Doctorat 3ème cycle), mit dem zweiten Teil des damaligen französischen Promotionssystems (Doctorat d'État) 1967. Sie ist Professorin für Mathematik an der Universität Tunis El Manar und wurde in die National Union of Tunisian Women aufgenommen.
Sie veröffentlichte insbesondere über Finsler-Räume.
2017 hat die Association des Femmes Tunisiennes Mathématiciennes den International Fatma Moalla Award for the Popularisation of Mathematics ins Leben gerufen, der jedes Jahr zu Ehren von Fatma Moalla vergeben wird.

## Veröffentlichungen (Auswahl)
- Espaces de Finsler complets. Comptes rendus de l'Académie des Sciences de Paris, Band 258, 1964, S. 2251–2254
- Espaces de Finsler complets à courbure de Ricci positiv. Comptes rendus de l'Académie des Sciences de Paris, Band 258, 1964, S. 2734–2737
- Espaces de Finsler sans points conjugués, Comptes rendus de l'Académie des Sciences de Paris, Band 260, 1965, S. 6510–6512.
- Sur quelques théorèmes globaux en géométrie finslérienne. Annali di Matematica Pura ed Applicata, Band 73, 1966, S. 319–365